# Wolfgang Gans zu Putlitz (Diplomat)

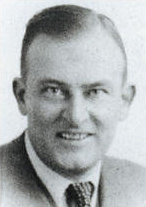
Ausweisfoto von Wolfgang Gans zu Putlitz unter dem Namen William Putters, 1938

Wolfgang Gans Edler Herr zu Putlitz (* 16. Juli 1899 in Laaske; † 3. September 1975 in Potsdam) war ein deutscher Diplomat. Er leistete Widerstand gegen den Nationalsozialismus und lieferte Informationen an den britischen Geheimdienst (MI6/SIS). Nach dem Krieg wurde er Kommunist und siedelte in die DDR über.

## Leben

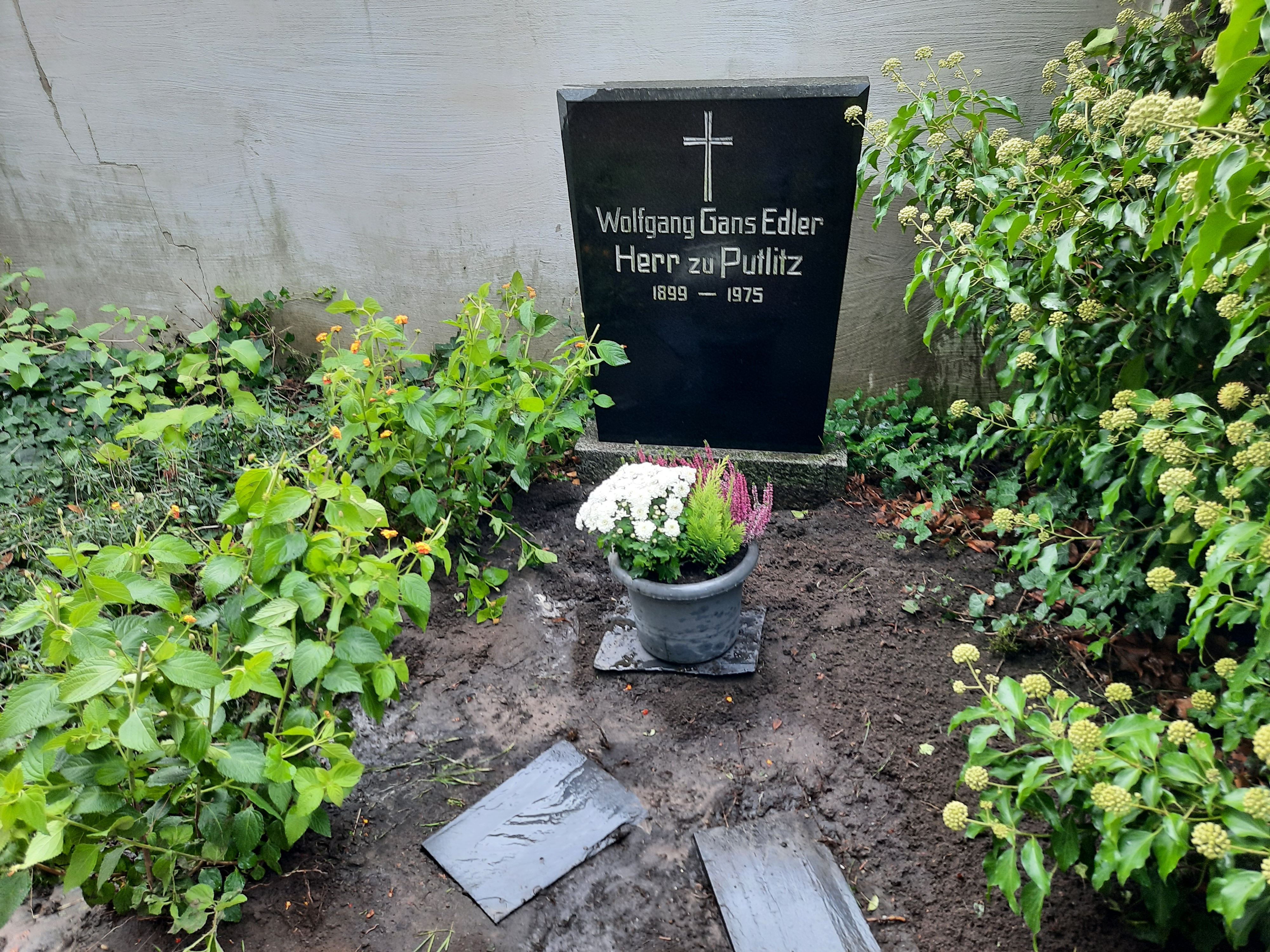
Grabstelle von Wolfgang Gans Edler Herr zu Putlitz in Groß-Kreutz

Wolfgang Gans zu Putlitz stammte aus dem märkischen Adelsgeschlecht Gans zu Putlitz in der Prignitz. Seine Eltern waren der Erbmarschall der Kurmark, kgl. preuß. Oberleutnant a. D. und Gutsherr Walter Gans zu Putlitz-Laaske (* 1873; † 1937) und dessen Ehefrau Adelheid Freiin Hofer von Lobenstein (* 1875). Er war als ältester Sohn eigentlich der Erbe von Schloss Laaske, zu dem auch umfangreicher landwirtschaftlicher Besitz gehörte. Putlitz trat aber die Erbschaft in Abstimmung mit seinen Brüdern Gebhard (* 1901; † 1948) und Walter nicht an. Vor dem Studium war er von 1912 bis 1916 auf der Ritterakademie zu Brandenburg a. H. Mit ihm waren dort im Internat u. a. der spätere Kunsthistoriker Udo von Alvensleben, dessen Bruder Ludolf-Jakob von Alvensleben-Wittenmoor sowie Hans Wichard von Rochow-Stülpe. Nach der Schulzeit diente Putlitz im 3. Garde-Ulanen-Regiment und wurde Leutnant. Er studierte Landwirtschaft und Volkswirtschaft in Berlin. Er promovierte 1924 an der Universität Hamburg zum Dr. rer. pol.  Danach trat er in den diplomatischen Dienst ein, zuerst war er am deutschen Generalkonsulat in Posen tätig. 1928 kam er an die Botschaft in Washington. Seine nächsten Stationen waren 1934 die Botschaften in Paris und in London, wo er die Konsularabteilung leitete. Dort ließ er sich vom britischen Spionagedienst anwerben, weil er die Kriegspläne der deutschen Nationalsozialisten nicht billigte. Am 1. November 1935 trat er der NSDAP bei. Nach den Akten des Auswärtigen Amtes gehörte er auch der SS an. Bei Kriegsbeginn 1939 war er der zweithöchste Diplomat an der deutschen Gesandtschaft in den neutralen Niederlanden. Von hier aus lieferte er den Briten Informationen über die Aufmarschpläne und Stärke der deutschen Truppen. Für den „Klop“ genannten britischen Spion Jona Ustinov, vorher ebenfalls deutscher Diplomat, war Gans zu Putlitz eine der wichtigsten Quellen.
Die Gestapo war ihm bald auf der Spur, deshalb musste sich Gans zu Putlitz aus den Niederlanden absetzen. Im Oktober 1939 floh er von Holland nach England, dann nach Jamaika, Haiti und in die USA. In Deutschland wurde Gans zu Putlitz in Abwesenheit als Hochverräter zum Tode verurteilt. Von Januar 1944 bis April 1945 war er Mitarbeiter beim Soldatensender West in England, dem zum 1. September 1944 umbenannten Tarnsender Soldatensender Calais.
Mit Kriegsende 1945 kehrte Gans zu Putlitz im Auftrag des britischen Nachrichtendienstes MI6 nach Deutschland zurück. Über seinen nachrichtendienstlichen Auftrag ist nichts bekannt. Die britischen Besatzungsbehörden ebneten von Putlitz aber den Weg, er wurde Oberregierungsrat und persönlicher Referent des Ministerpräsidenten von Schleswig-Holstein. Aber als bekannter Vertrauensmann der Besatzungsmacht war er in dieser Position auf Dauer nicht wohl gelitten. Über die Schweiz und Paris kehrte er nach Großbritannien zurück. 1948 wurde er britischer Staatsbürger. Als Zeuge der Anklage sagte er 1948 im Wilhelmstraßen-Prozess in Nürnberg gegen Kriegsverbrecher im Auswärtigen Amt aus.
Auch in England konnte Gans zu Putlitz nicht endgültig Fuß fassen, was auf politische Gründe zurückzuführen sein dürfte. Er trat für ein paktfreies entmilitarisiertes Deutschland und gegen die Teilung des Landes und die NATO-Mitgliedschaft der Bundesrepublik ein. Seine politischen Positionen Anfang der 1950er Jahre entsprachen in manchem der nach außen hin vertretenen Politik Josef Stalins. Und vermutlich waren es die Sowjets, die seine Übersiedlung in die DDR im Januar 1952 organisierten. Dieser Schritt des ehemaligen britischen Spions ließ sich gut für die sowjetische und ostdeutsche Propaganda nutzen. Er arbeitete als freischaffender Schriftsteller und Lektor für den Verlag Volk und Wissen in Bad Saarow und Berlin. Er war beratend für das DDR-Außenministerium sowie für die Arbeitsgemeinschaft ehemaliger Offiziere tätig. Außerdem war er Mitglied und politischer Mitarbeiter des Nationalrates der Nationalen Front.
Nach seinem Tod 1975 wurde Putlitz auf dem Friedhof von Groß Kreutz bei Potsdam beigesetzt, das Grab war 2022 erhalten. Über ihn wird weiter publiziert.

## Veröffentlichungen
- Groß- und Kleinbetriebe in der Landwirtschaft unter der Geldentwertung mit besonderer Berücksichtigung der Verhältnisse in der Prignitz. Grabo, Hamburg 1924. (Hamburg, Rechts- und staatswissenschaftlichen Diss. vom 21. März 1924)
- Unterwegs nach Deutschland. Erinnerungen eines ehemaligen Diplomaten. Verlag der Nation, Berlin 1956. (18. Auflage 1976)
- The Putlitz dossier. Wingate, London 1957. (Übersetzung von Unterwegs nach Deutschland)
- Laaske, London und Haiti. Zeitgeschichtliche Miniaturen. Verlag der Nation, Berlin 1965.

Mitarbeit:
- Braunbuch. Kriegs- und Naziverbrecher in der Bundesrepublik. Staat, Wirtschaft, Armee, Verwaltung, Justiz, Wissenschaft. Hrsg. v. Nationalrat der Nationalen Front des Demokratischen Deutschland und Dokumentationszentrum der Staatlichen Archivverwaltung der DDR, Berlin 1965 (Putlitz lieferte Beiträge über ehemalige Nazis im Dienst des Auswärtigen Amtes der Bundesrepublik.)

## Auszeichnungen
- Ernst-Moritz-Arndt-Medaille 1963